# Am Borsigplatz geboren – Franz Jacobi und die Wiege des BVB
Am Borsigplatz geboren – Franz Jacobi und die Wiege des BVB ist ein deutsches Doku-Drama aus dem Jahr 2015. Der Film zeigt die Gründungsgeschichte von Borussia Dortmund und das Leben von Franz Jacobi. Der Film feierte am 15. März 2015 in Dortmund Premiere und wurde außerdem im Rahmen des 11mm Festival in Berlin gezeigt. Ab dem 26. März 2015 war der Film in weiteren Kinos zu sehen.

## Hintergründe
Die Idee zum Film hatten 2013 die BVB-Anhänger Marc Quambusch, Jan-Henrik Gruszecki und Gregor Schnittker. Die Finanzierung erfolgte über die Crowdfunding-Plattform Startnext. In einem Zeitraum von dreieinhalb Monaten konnte das Filmprojekt insgesamt 2975 Förderer gewinnen. Die Förderer, darunter unter anderen die Borussia Dortmund GmbH & Co. KGaA sowie der eingetragene Verein, stellten den Filmmachern insgesamt 217.892 Euro an Spenden zur Verfügung und erhielten dafür persönliche Aufmerksamkeiten wie eine Nennung im Abspann, Tickets für die Filmpremiere oder eine DVD des Films. Weitere Unterstützer und Sponsoren ergänzten den Betrag auf insgesamt etwa 259.000 Euro.
Der Film ist laut den Machern „Deutscher Crowdfunding Meister“, beziehungsweise das erfolgreichste Crowdfunding-Projekt Deutschlands.

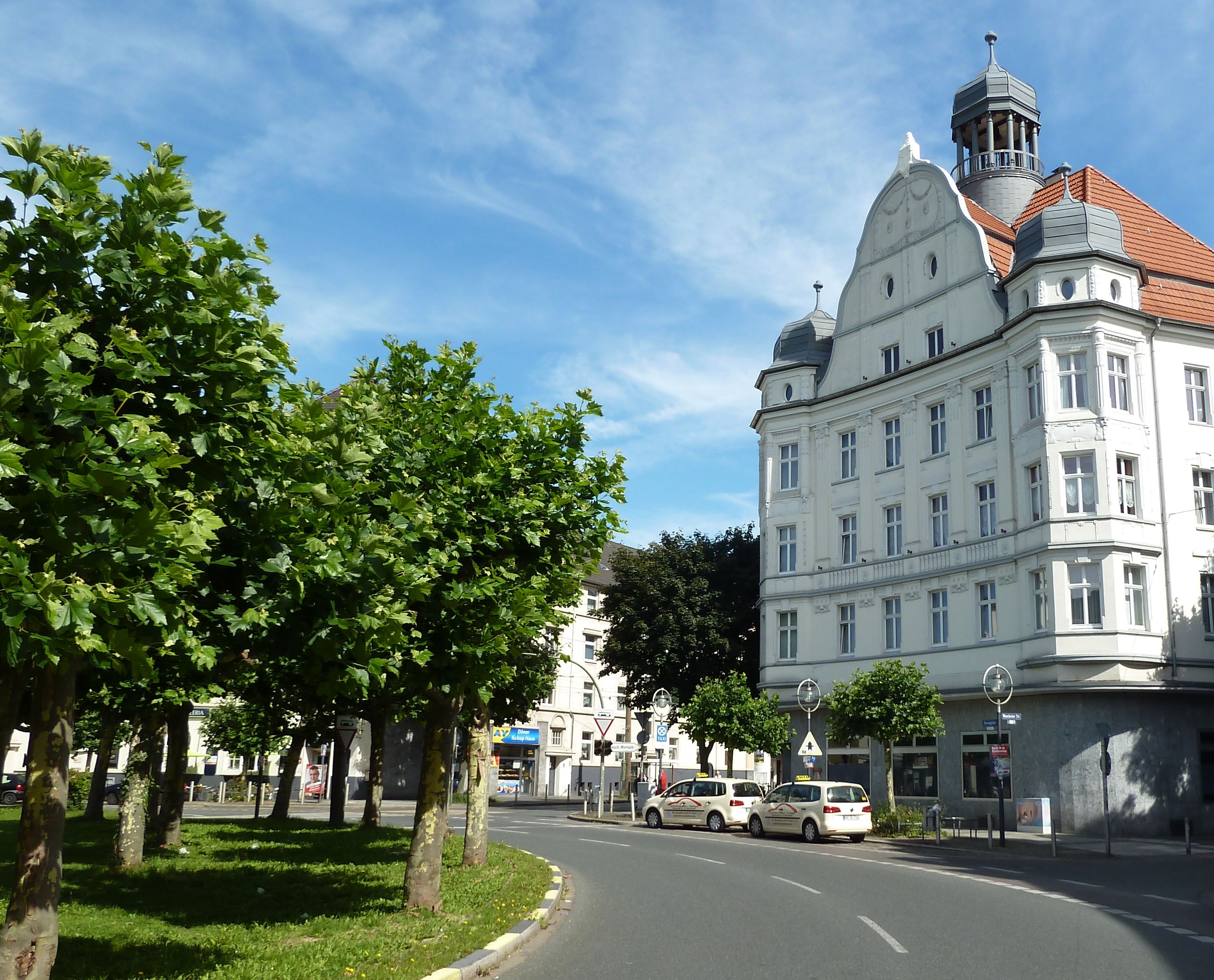
Dortmund-Borsigplatz Kreisverkehr

Der Hauptteil der Szenen, sowohl die Interviews als auch die Reenactments, wurde an originalen Schauplätzen im Dortmunder Borsigplatz-Quartier gedreht. Hauptdrehort war hierbei das Wirtshaus „Zum Wildschütz“, das Gründungslokal der Borussia in der Oesterholzstraße 60, welches heute eine Mietwohnung ist und extra umgebaut wurde. Die Wohnküche der Familie Jacobi, deren authentische Einrichtung im Film zu sehen ist, ist das Museum in der Alten Kolonie in Brambauer; dort befindet sich auch der Sportplatz, welcher im Film zu sehen ist und die Weiße Wiese darstellen soll.
Im Rahmen der Vorbereitung des Crowdfundings für den Film erfuhren die Macher auch, dass das gemeinsame Grab von Franz Jacobi und seiner Ehefrau Lydia in Salzgitter-Lebenstedt bereits aufgelassen, jedoch nicht neu vergeben worden war. Gemeinsam mit der Führung von Borussia Dortmund wurde daraufhin die Umbettung von Jacobi und seiner Frau ermöglicht. Die Beisetzung Jacobis auf dem Südwestfriedhof in Dortmund fand in einer feierlichen Zeremonie am 27. Juli 2013 statt.

## Kritiken

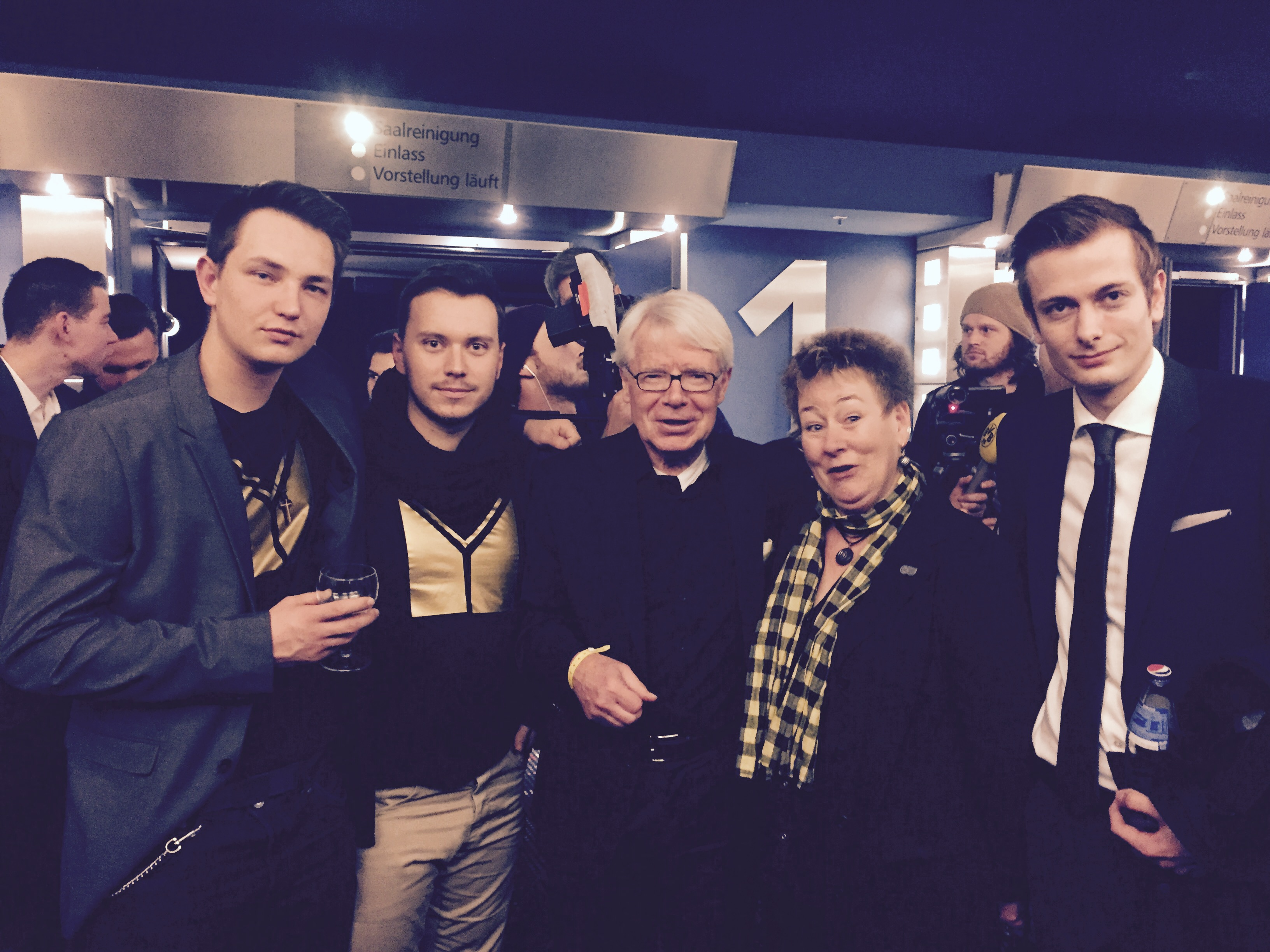
Hauptakteure des Films v.l.n.r Gregor, Kaufmann, Rauball, Kritzler und Duning

„Was ein Muss für jeden BVB-Fan sein dürfte, ist eine sehr gute Empfehlung für jeden Fußballfreund mit Hang zu Tradition und History – und vielleicht gar kein so schlechtes Begrüßungsgeschenk für Neuzugänge, die später mal das Wappen küssen möchten. Urteil: Lehrstück … ohne zu dick aufgetragenes Pathos.“

## Weiterführende Informationen
Literatur
- Tom Sweetman, CNN: Forget the Night’s Watch, these 3,000 man the wall. In: CNN Wire, 13. März 2015, Freitag 12:00 PM GMT
- Denkmäler auf DVD. Nicht nur der DFB bringt eine Dokumentation über den WM-Titel heraus, auch viele Fans verewigen ihre Helden und Vereine in selbstgedrehten Filmen. Sie wollen sich daran erinnern, wo sie herkommen. Und die Erinnerung festhalten. In: Der Tagesspiegel, Freitag, 31. Oktober 2014, Sport; S. 18 Ausgabe 22211

Weblinks
- Am Borsigplatz geboren – Franz Jacobi und die Wiege des BVB bei IMDb
- tagesspiegel.de vom 6. August 2013 Sabine Sasse: Wenn Fans schwärmen; Eine Dokumentation über den Gründer des BVB, Franz Jacobi, wird via Crowdfunding finanziert, abgerufen am 15. Mai 2015
- rp-online.de vom 22. November 2014 – Philipp Peters: Ein Stück Ruhrgebiet am Niederrhein, abgerufen am 15. Mai 2015
- Bericht über den Film auf CNN International
- franz-jacobi.de
- Stefan Reinke: Die Wiege des BVB - große Geschichtsstunde für Fußballfans. In: Westfälische Rundschau. Funke Mediengruppe, 17. März 2015.
- Filmkritik auf nordstadtblogger.de 17. März 2015
- Filmkritik auf fliggwerk.com 17. März 2015

Belege
1. ↑   Freigabebescheinigung für Am Borsigplatz geboren – Franz Jacobi und die Wiege des BVB. Freiwillige Selbstkontrolle der Filmwirtschaft, April 2015 (PDF; Prüfnummer: 151 019 K).
2. ↑  startnext.com (Memento vom 4. März 2016 im Internet Archive)
3. ↑  startnext.com (Memento vom 2. April 2015 im Internet Archive)
4. ↑  Wir sind deutscher Crowdfunding Meister! Archiviert vom Original (nicht mehr online verfügbar) am 17. April 2015; abgerufen am 21. März 2015.
5. ↑  Tobias Großekemper: Warum der BVB-Gründer zurück nach Dortmund kommt. In: Westfälische Rundschau. Funke Mediengruppe, 22. Juli 2013, abgerufen am 26. März 2024.
6. ↑  Jörg Jakob: "Am Borsigplatz geboren": Lehrstück ohne zu viel Pathos | Bundesliga - kicker. In: kicker.de. 16. März 2015, abgerufen am 2. Februar 2024.